# شينغو توميتا
شينغو توميتا (باليابانية: 富田 晋伍) (20 يونيو 1986 في توتشيغي في اليابان – )؛ هو لاعب كرة قدم ياباني سابق كان يلعب كلاعب وسط.

## وصلات خارجية
- شينغو توميتا على موقع رابطة كرة القدم اليابانية للمحترفين (اليابانية)
- شينغو توميتا على موقع قاعدة بيانات كرة القدم.إي يو (الإنجليزية)
- شينغو توميتا على موقع Soccerway.com (الإنجليزية)
- شينغو توميتا على موقع عالم كرة القدم.نت (الإنجليزية)
- شينغو توميتا على موقع كووورة